# Olvi Mangasarian
Olvi Leon Mangasarian (* 12. Januar 1934 in Bagdad; † 15. März 2020) war ein US-amerikanischer Mathematiker und Informatiker.

## Leben und Karriere
Mangasarian studierte Elektrotechnik an der Princeton University mit dem Bachelor-Abschluss 1954 und dem Master-Abschluss 1955 und wurde 1959 an der Harvard University bei Bernard Budiansky in Angewandter Mathematik promoviert (Stresses in the Plastic Range around a Normally Loaded Circular Hole in an Infinite Sheet). 1959 bis 1967 war er Mathematiker bei der Shell Development Corporation der Royal Dutch Shell und daneben 1965 bis 1967 war er Lecturer an der University of California, Berkeley. Er war ab 1967 Associate Professor und ab 1969 Professor an der University of Wisconsin–Madison, zuletzt als John von Neumann Professor. Nach seiner Emeritierung war er an der University of California, San Diego.

## Forschung
Mangasarian befasste sich mit Mathematischer Optimierung (nach ihm und Stanley Fromovitz ist die Mangasarian-Fromovitz constraint qualification benannt), Data Mining, Klassifizierung, Maschinenlernen und Support Vector Machines.
Zu seinen Doktoranden zählen Stephen M. Robinson und Michael C. Ferris.

## Preise und Ehrungen
- 2000: Frederick-W.-Lanchester-Preis[4]

## Schriften
- mit Michael C. Ferris, Stephen J. Wright: Linear programming with MATLAB, SIAM 2007
- Nonlinear Programming, McGraw Hill1 1969, SIAM 1994